# Qualificazioni al campionato europeo maschile under 21 di calcio 1996

## Gruppi di qualificazione
| Squadre | Squadre     | P  | V | N | P | F  | S  | Pt |
| ------- | ----------- | -- | - | - | - | -- | -- | -- |
| 1       | Francia     | 10 | 6 | 3 | 1 | 25 | 3  | 21 |
| 2       | Polonia     | 10 | 5 | 2 | 3 | 18 | 18 | 17 |
| 3       | Romania     | 10 | 4 | 4 | 2 | 17 | 10 | 16 |
| 4       | Slovacchia  | 10 | 4 | 2 | 4 | 11 | 10 | 14 |
| 5       | Israele     | 10 | 3 | 3 | 4 | 12 | 11 | 12 |
| 6       | Azerbaigian | 10 | 1 | 0 | 9 | 5  | 36 | 3  |

| - Israele 2-2 Polonia - Romania 5-2 Azerbaigian - Slovacchia 0-3 Francia - Francia 0-0 Romania - Israele 2-0 Slovacchia - Polonia 5-0 Azerbaigian - Romania 0-0 Slovacchia - Polonia 0-4 Francia - Azerbaigian 1-2 Israele - Israele 0-1 Romania - Azerbaigian 0-5 Francia - Israele 1-1 Francia - Romania 1-2 Polonia - Slovacchia 3-0 Azerbaigian - Polonia 1-0 Israele | - Azerbaigian 0-5 Romania - Francia 0-1 Slovacchia - Polonia 1-0 Slovacchia - Romania 1-0 Israele - Azerbaigian 1-0 Slovacchia - Francia 4-1 Polonia - Polonia 3-3 Romania - Slovacchia 1-1 Israele - Francia 5-0 Azerbaigian - Israele 4-0 Azerbaigian - Slovacchia 3-1 Polonia - Romania 0-0 Francia - Azerbaigian 1-2 Polonia - Slovacchia 3-1 Romania - Francia 3-0 Israele |

| Squadre | Squadre   | P  | V | N | P | F  | S  | Pt |
| ------- | --------- | -- | - | - | - | -- | -- | -- |
| 1       | Spagna    | 10 | 7 | 2 | 1 | 27 | 10 | 23 |
| 2       | Belgio    | 10 | 5 | 4 | 1 | 26 | 10 | 19 |
| 3       | Danimarca | 10 | 6 | 1 | 3 | 31 | 15 | 19 |
| 4       | Macedonia | 10 | 4 | 0 | 6 | 16 | 27 | 12 |
| 5       | Cipro     | 10 | 3 | 1 | 6 | 10 | 25 | 10 |
| 6       | Armenia   | 10 | 1 | 0 | 9 | 8  | 31 | 3  |

| - Belgio 7-0 Armenia - Cipro 0-6 Spagna - Macedonia 5-3 Danimarca - Armenia 1-2 Cipro - Denmark 0-1 Belgio - Macedonia 0-1 Spagna - Belgio 7-0 Macedonia - Spagna 1-0 Danimarca - Cipro 2-1 Armenia - Belgio 3-3 Spagna - Macedonia 1-0 Cipro - Spagna 1-1 Belgio - Cipro 1-5 Danimarca - Belgio 1-0 Cipro - Danimarca 5-2 Macedonia | - Armenia 0-3 Spagna - Armenia 2-0 Macedonia - Spagna 4-0 Armenia - Danimarca 4-0 Cipro - Macedonia 3-0 Belgio - Armenia 2-3 Danimarca - Belgio 2-2 Danimarca - Macedonia 3-2 Armenia - Spagna 3-1 Cipro - Armenia 0-3 Belgio - Danimarca 5-1 Spagna - Cipro 3-2 Macedonia - Danimarca 4-0 Armenia - Spagna 4-0 Macedonia - Cipro 1-1 Belgio |

| Squadre | Squadre  | P | V | N | P | F  | S  | Pt |
| ------- | -------- | - | - | - | - | -- | -- | -- |
| 1       | Ungheria | 8 | 6 | 1 | 1 | 14 | 8  | 19 |
| 2       | Svezia   | 8 | 5 | 1 | 2 | 15 | 4  | 16 |
| 3       | Turchia  | 8 | 4 | 2 | 2 | 13 | 12 | 14 |
| 4       | Svizzera | 8 | 2 | 1 | 5 | 9  | 16 | 7  |
| 5       | Islanda  | 8 | 0 | 1 | 7 | 7  | 18 | 1  |

| - Ungheria 2-1 Turchia - Islanda 0-1 Svezia - Svizzera 0-5 Svezia - Turchia 3-0 Islanda - Svezia 0-1 Ungheria - Svizzera 2-1 Islanda - Turchia 1-1 Svizzera - Ungheria 1-0 Svizzera - Turchia 0-0 Svezia - Ungheria 2-1 Svezia | - Svizzera 0-2 Turchia - Svezia 1-0 Islanda - Islanda 1-1 Ungheria - Islanda 2-4 Svizzera - Svezia 1-0 Svizzera - Turchia 2-1 Ungheria - Islanda 2-3 Turchia - Svizzera 2-3 Ungheria - Ungheria 3-1 Islanda - Svezia 6-1 Turchia |

| Squadre | Squadre  | P  | V | N | P  | F  | S  | Pt |
| ------- | -------- | -- | - | - | -- | -- | -- | -- |
| 1       | Italia   | 10 | 6 | 3 | 1  | 22 | 8  | 21 |
| 2       | Ucraina  | 10 | 6 | 2 | 2  | 24 | 12 | 20 |
| 3       | Slovenia | 10 | 6 | 1 | 3  | 19 | 12 | 19 |
| 4       | Croazia  | 10 | 5 | 2 | 3  | 13 | 12 | 17 |
| 5       | Lituania | 10 | 2 | 2 | 6  | 14 | 16 | 8  |
| 6       | Estonia  | 10 | 0 | 0 | 10 | 5  | 37 | 0  |

| - Estonia 1-2 Croazia - Ucraina 3-2 Lituania - Slovenia 1-1 Italia - Estonia 1-4 Italia - Croazia 2-0 Lituania - Ucraina 1-0 Slovenia - Ucraina 3-0 Estonia - Slovenia 3-0 Lituania - Italia 2-1 Croazia - Italia 7-0 Estonia - Croazia 1-0 Ucraina - Lituania 0-1 Croazia - Slovenia 5-0 Estonia - Ucraina 2-1 Italia - Croazia 0-2 Slovenia | - Estonia 2-5 Ucraina - Lituania 0-2 Italia - Lituania 1-2 Slovenia - Estonia 1-2 Slovenia - Ucraina 1-1 Croazia - Estonia 0-5 Lituania - Croazia 1-0 Estonia - Lituania 3-3 Ucraina - Italia 1-0 Slovenia - Croazia 2-2 Italia - Lituania 3-0 Estonia - Slovenia 0-5 Ucraina - Italia 2-1 Ucraina - Slovenia 4-2 Croazia - Italia 0-0 Lituania |

| Squadre | Squadre     | P  | V | N | P | F  | S  | Pt |
| ------- | ----------- | -- | - | - | - | -- | -- | -- |
| 1       | Rep. Ceca   | 10 | 7 | 2 | 1 | 33 | 9  | 23 |
| 2       | Norvegia    | 10 | 7 | 0 | 3 | 32 | 13 | 21 |
| 3       | Paesi Bassi | 10 | 6 | 2 | 2 | 23 | 9  | 20 |
| 4       | Bielorussia | 10 | 5 | 1 | 4 | 20 | 16 | 16 |
| 5       | Malta       | 10 | 1 | 2 | 7 | 4  | 25 | 5  |
| 6       | Lussemburgo | 10 | 0 | 1 | 9 | 0  | 40 | 1  |

| - Repubblica Ceca 1-0 Malta - Lussemburgo 0-4 Paesi Bassi - Norvegia 4-0 Bielorussia - Malta 0-7 Repubblica Ceca - Norvegia 1-0 Paesi Bassi - Bielorussia 3-0 Lussemburgo - Paesi Bassi 2-2 Repubblica Ceca - Malta 2-3 Norvegia - Paesi Bassi 3-0 Lussemburgo - Malta 1-0 Lussemburgo - Lussemburgo 0-8 Norvegia - Paesi Bassi 4-0 Malta - Repubblica Ceca 2-0 Bielorussia - Norvegia 5-0 Lussemburgo - Bielorussia 4-0 Malta | - Repubblica Ceca 2-2 Paesi Bassi - Bielorussia 4-2 Norvegia - Lussemburgo 0-7 Repubblica Ceca - Norvegia 3-0 Malta - Bielorussia 3-1 Paesi Bassi - Norvegia 3-4 Repubblica Ceca - Lussemburgo 0-0 Malta - Paesi Bassi 3-0 Bielorussia - Repubblica Ceca 1-2 Norvegia - Bielorussia 0-3 Repubblica Ceca - Lussemburgo 0-5 Bielorussia - Malta 0-2 Paesi Bassi - Malta 1-1 Bielorussia - Paesi Bassi 2-1 Norvegia - Repubblica Ceca 4-0 Lussemburgo |

| Squadre | Squadre     | P | V | N | P | F  | S  | Pt |
| ------- | ----------- | - | - | - | - | -- | -- | -- |
| 1       | Portogallo  | 8 | 6 | 2 | 0 | 14 | 2  | 20 |
| 2       | Inghilterra | 8 | 6 | 1 | 1 | 13 | 4  | 19 |
| 3       | Irlanda     | 8 | 2 | 2 | 4 | 7  | 9  | 8  |
| 4       | Austria     | 8 | 2 | 1 | 5 | 5  | 11 | 7  |
| 5       | Lettonia    | 8 | 0 | 2 | 6 | 1  | 14 | 2  |

| - Inghilterra 0-0 Portogallo - Lettonia 1-1 Irlanda - Lettonia 0-1 Portogallo - Austria 1-3 Inghilterra - Portogallo 2-0 Austria - Inghilterra 1-0 Irlanda - Irlanda 0-2 Inghilterra - Austria 0-0 Lettonia - Irlanda 1-1 Portogallo - Lettonia 0-1 Inghilterra | - Portogallo 4-0 Lettonia - Inghilterra 4-0 Lettonia - Irlanda 3-0 Austria - Lettonia 0-2 Austria - Portogallo 2-0 Inghilterra - Austria 1-0 Irlanda - Austria 0-1 Portogallo - Irlanda 1-0 Lettonia - Inghilterra 2-1 Austria - Portogallo 3-1 Irlanda |

| Squadre | Squadre  | P | V | N | P | F  | S  | Pt |
| ------- | -------- | - | - | - | - | -- | -- | -- |
| 1       | Germania | 8 | 6 | 1 | 1 | 22 | 5  | 19 |
| 2       | Bulgaria | 8 | 5 | 2 | 1 | 11 | 10 | 17 |
| 3       | Galles   | 8 | 4 | 1 | 3 | 11 | 13 | 13 |
| 4       | Moldavia | 8 | 1 | 2 | 5 | 5  | 11 | 5  |
| 5       | Georgia  | 8 | 1 | 0 | 7 | 7  | 17 | 3  |

| - Georgia 3-0 Moldavia - Bulgaria 1-0 Georgia - Moldavia 1-0 Galles - Bulgaria 2-0 Moldavia - Georgia 1-2 Galles - Galles 1-1 Bulgaria - Moldavia 1-1 Germania - Bulgaria 3-1 Galles - Georgia 0-2 Germania - Germania 1-0 Galles | - Moldavia 0-0 Bulgaria - Bulgaria 2-0 Germania - Galles 5-1 Georgia - Germania 3-0 Georgia - Galles 1-0 Moldavia - Germania 3-1 Moldavia - Galles 1-5 Germania - Georgia 1-2 Bulgaria - Germania 7-0 Bulgaria - Moldavia 2-1 Georgia |

| Squadre | Squadre    | P | V | N | P | F  | S  | Pt |
| ------- | ---------- | - | - | - | - | -- | -- | -- |
| 1       | Scozia     | 8 | 7 | 0 | 1 | 16 | 4  | 21 |
| 2       | Finlandia  | 8 | 5 | 1 | 2 | 17 | 12 | 16 |
| 3       | Russia     | 8 | 4 | 1 | 3 | 17 | 6  | 13 |
| 4       | Grecia     | 8 | 3 | 0 | 5 | 12 | 12 | 9  |
| 5       | San Marino | 8 | 0 | 0 | 8 | 1  | 29 | 0  |

| - Finlandia 1-0 Scozia - Grecia 3-4 Finlandia - Russia 3-0 San Marino - Grecia 4-0 San Marino - Scozia 2-1 Russia - Finlandia 4-0 San Marino - Grecia 1-2 Scozia - San Marino 0-6 Finlandia - Russia 1-2 Scozia - Grecia 0-1 Russia | - San Marino 0-1 Scozia - San Marino 0-7 Russia - Finlandia 1-0 Grecia - Finlandia 1-1 Russia - Scozia 3-0 Grecia - San Marino 1-3 Grecia - Scozia 5-0 Finlandia - Russia 0-1 Grecia - Scozia 1-0 San Marino - Russia 3-0 Finlandia |  |